# Tatyana Ali
Tatyana Marisol Ali (North Bellmore, Nueva York, 24 de enero de 1979) es una actriz y cantante de rhythm & blues estadounidense, conocida por su papel como Ashley Banks en The Fresh Prince of Bel-Air.

## Biografía

### Juventud
Ali nació en North Bellmore, Nueva York, hija de Sonia, una enfermera, y Sheriff Ali, un detective de la policía. Su madre es descendiente de afropanameños y su padre es descendiente de indios de Trinidad y Tobago. Tiene dos hermanas más jóvenes, Anastasia y Kimberly. Habla fluidamente tanto inglés como español.
Asistió al Grand Avenue Middle School en The Bellmores, Nueva York, también a la Marymount High School en Los Ángeles, California, y a la The Buckley School en Sherman Oaks, Los Ángeles, California. En 2002, se graduó con un Bachelor's degree en Antropología en la Universidad de Harvard.

### Carrera artística
A los siete años, empezó su carrera de cantante y además apareció con Herbie Hancock en un episodio de Sesame Street. Con cuatro años fue seleccionada para actuar con las marionetas y a los cinco años ganó la Star Search dos veces. Pero su papel estelar lo consiguió en 1990 al ser seleccionada para interpretar a Ashley Banks en la popular serie de televisión The Fresh Prince of Bel-Air. Al igual que su personaje, durante las seis temporadas que duró la serie pasó de ser una simpática niña a convertiste en una bella joven. En 1996 la serie finalizó después de que Will Smith iniciase en su carrera cinematográfica. Hacia el final de esta serie, Ali canta en varios capítulos. En uno de ellos, cantó el tema de Aretha Franklin "Respect" y la original "Make Up Your Mind", producida por Rob Jay de Nspyre Music Productions. 
En la penúltima temporada de Fresh Prince, empezó a preparar su debut musical. El resultado fue el álbum Kiss The Sky, el cual consiguió un disco de oro en ventas a inicios de 1999. La canción de mayor éxito fue "Daydreamin'", producida por Rodney "Darkchild" Jerkins, que llegó al sexto puesto en el Billboard Hot 100 (lista de éxitos estadounidense) y en el UK Singles Chart. 
Este álbum tuvo otro par de éxitos más en Inglaterra: "Boy You Knock Me Out", con Will Smith, que alcanzó el tercer puesto, y que es hasta ahora su mayor éxito; y "Everytime", el cual fue su tercer "top 20" en el Reino Unido, con el cual alcanzó exactamente el número 20. Colaboró también en el álbum de Smith Willennium en la canción  "Who Am I", con MC Lyte.
En 2005, completó su trabajo en la película Glory Road y protagonizó el video musical para la canción "Can I Live?" de Nick Cannon y Anthony Hamilton's,  interpretando a la madre de Cannon. En 2007 apareció en cortometrajes: Wilted, How To Have A Girl, The Malibu Myth y First Sight, los cuales se realizaron durante el reality show On the Lot. También apareció en dos episodios de la serie de la CBS The Young and the Restless, donde interpretó a Roxanne.
Ali fue posicionada en el puesto 74 de la lista de VH1 "100 Greatest Kid Stars" ("Las 100 mayores estrellas infantiles").
A principios de 2008, fue una de los múltiples cantantes que contribuyeron a la campaña presidencial de Barack Obama poniendo su voz a la canción “Yes We Can”, un proyecto de Will.i.am. También aparece en el consiguiente video musical que, aunque ahora es conocido en todo el mundo, se dio a conocer en el segmento "What the Buzz" del programa World News Now de la cadena American Broadcasting Company.

### Vida personal
Durante un tiempo se la relacionó con el actor estadounidense Jonathan Brandis (ya fallecido), con quien coprotagonizó la película para la televisión Fall into Darkness. También viajó por Estados Unidos como portavoz de la campaña presidencial de Barack Obama, encabezando las unidades de registro de votantes en los campus universitarios, incluyendo muchas universidades y colegios históricamente negros.
En marzo de 2016, Ali reveló que estaba comprometida con el Dr. Vaughn Raspberry, profesor en la Universidad de Stanford y anunció que esperaban su primer hijo. Se casaron el 16 de julio de 2016 en Beverly Hills, California, y dieron la bienvenida a su primer hijo en septiembre de 2016. En abril de 2019, anunciaron que esperaban su segundo hijo, el cual nació en agosto de ese año.

## Filmografía

### Cine y televisión
- Abbott Elementary (Serie de TV) (2024).... Crystal
- Bel-Air (Serie de TV) (2023) .... Mrs. Hughes
- The reason (Christian film) (2021) .... Dr Macey
- Fly (Serie de TV) (2018) .... Capt. Bess Davenport
- The Good Nanny (Nanny's Nightmare) (2017) .... Monica Thorne
- Zoe Ever After (2016) (Serie de TV) .... Ashley King
- November Rule (2015) .... Leah
- Fatal Flip (2015) .... Roslyn
- Key & Peele (2015) (Serie de TV) .... Heresa
- Locker 13 (2014) .... Lucy
- Comeback Dad (2014) .... Nima
- The Divorce (2014)
- Second Generation Wayans (Serie de TV) (2013) .... Maya
- The Last Letter (2013) .... Jillian
- Dear Secret Santa (2013) .... Jennifer
- 24 Hour Love (2013) .... Simply
- Home Again (2012) .... Marva Johnson
- Dysfunctional Friends (2012) .... Alex
- Chocolate Road (2012) .... Foxie Roxie
- Privileged (2012) .... Talia
- Love That Girl! (2010–12) .... Tyana Jones
- Pete Smalls Is Dead (2010) .... Camarera de cócteles
- Mother and Child' (2008) .... Maria
- Hotel California (2008) .... Jessie
- Nora's Hair Salon II (2007) .... Lilliana
- The Young and the Restless (2007–13) .... Roxanne
- On the Lot .... Chica en "first sight" (1 episodio, 2007)
- Glory Road (2006) .... Tina Malichi
- The List (2006) .... Cynthia
- Domino One (2005) .... Laeticia Richards
- Back In the Day (2005) (V) .... Alicia Packer
- Nora's Hair Salon (2004) .... Lilliana
- National Lampoon's Dorm Daze (2003) .... Claire
- Half & Half .... Olivia (1 episodio, 2003)
- Fastlane .... Shelly (1 episodio, 2002)
- The Brothers (2001) .... Cherie Smith
- Brother (2000) .... Latifa
- Jawbreaker (1999) .... Brenda Chad
- All That (1999) (TV) ....Musical guest
- The Clown at Midnight (1998) .... Monica
- 413 Hope St. .... Kai (1 episodio, 1997)
- Kiss the Girls (como Tatyana M. Ali) .... Janell Cross
- Fakin' Da Funk .... Karyn
- Fall into Darkness (1996) (TV) (como Tatyana M. Ali) .... Sharon McKay
- Kidz in the Wood (1996) (TV) (como Tatyana M. Ali) .... Rita
- The Fresh Prince of Bel-Air .... Ashley Banks (129 episodios, 1990-1996)
- Living Single .... Stephanie James (1 episodio, 1996)
- In the House .... Ashley Banks (1 episodio, 1995)
- TV's Funniest Families (1994) (TV)
- Are You Afraid of the Dark? .... Connie / ... (1 episodio, 1994)
- Getting By .... Nicole Alexander (1 episodio, 1993)
- The Cosby Show .... Girl (1 episodio, 1989)
- A Man Called Hawk .... Michelle (1 episodio, 1989)
- Wow, You're a Cartoonist! (1988)(V) .... Child Cartoonist
- Crocodile Dundee II (1988).... Park Girl
- Eddie Murphy Raw (1987) .... Hermana de Eddie (sketch)

## Discografía

### Álbumes
En estudio
- 1998: Kiss The Sky (#41 en Reino Unido)

Extended plays
- 2014: Hello

### Posiciones en las tablas
| Año  | Canción                                       | U.S. | U.S. R&B | UK | NZ | FRA | NET | Álbum        |
| ---- | --------------------------------------------- | ---- | -------- | -- | -- | --- | --- | ------------ |
| 1998 | "Day Dreamin'"                                | 6    | 5        | 6  | 3  | —   | —   | Kiss The Sky |
| 1998 | "Boy You Knock Me Out" (featuring Will Smith) | —    | 68       | 3  | 12 | 32  | 77  | Kiss The Sky |
| 1999 | "Everytime"                                   | 118  | 73       | 20 | —  | —   | —   | Kiss The Sky |
| 1999 | "Kiss the Sky" (con Marion)                   | —    | —        | —  | —  | —   | —   | Kiss The Sky |
| 2014 | "Wait for It"                                 | —    | —        | —  | —  | —   | —   | Hello        |